# Ventajas de viajar en tren
Ventajas de viajar en tren és una pel·lícula espanyola de comèdia negra estrenada en 2019. És l'òpera prima del director Aritz Moreno i es tracta de l'adaptació de la novel·la homònima d'Antonio Orejudo. És protagonitzada per Luis Tosar, Ernesto Alterio, Pilar Castro i Belén Cuesta.
La pel·lícula va ser nominada a 4 premis Goya inclosa la categoria de Millor director novell i va guanyar el premi Feroz a la millor comèdia.

## Argument
Helga Pato (Pilar Castro), una editora que acaba de deixar al seu promès Emilio (Quim Gutierrez) en un hospital psiquiàtric coneix al tren de tornada a casa, a Ángel Sanagustín (Ernesto Alterio), un psiquiatre d'aquest mateix centre. Durant el viatge, Sanagustín li relatarà a Helga la història d'alguns dels seus pacients, entre les quals destaca la història de l'exmilitar Martín Uriales (Luis Tosar) obsessionat amb les escombraries. A més, durant el trajecte Helga recordarà la seva pròpia història amb Emilio, qui pateix d'esquizofrènia, cosa que els porta a mantenir una relació abusiva en la qual era humiliada i degradada. Al llarg de la pel·lícula diverses històries i vides s'aniran barrejant donant lloc a girs i revelacions sorprenents.

## Repartiment
- Luis Tosar com Martín Urales de Úbeda.
- Pilar Castro com Helga Pato.
- Ernesto Alterio com Angel Sanagustín.
- Quim Gutiérrez com Emilio.
- Belén Cuesta com Amelia Urales de Úbeda.
- Macarena García com Rosa.
- Javier Godino com Cristóbal de la Hoz.[3]

## Producció
La pel·lícula és el primer llargmetratge del director Aritz Moreno. El guió, una adaptació de la novel·la Avantatges de viatjar amb tren d'Antonio Orejudo va ser realitzat per Javier Gullón Vara, amb unes certes modificacions per a adaptar-la a les exigències del guió. El film va ser gravat entre Madrid, Guipúscoa i París.
Està produïda per Señor y Señora i Morena Films i compta amb la participació d'EITB, RTVE i Movistar +.

## Llançament
Qualificació per edats
La pel·lícula va ser qualificada com a No recomanada per a menors de 18.
Estrena
Ventajas de viajar en tren va ser estrenada en cinemes el 8 de novembre de 2019, però la seva primera projecció va ser en Festival Internacional de cinema de Sitges el 5 d'octubre de 2019.

## Recepció
La pel·lícula va ser ben rebuda en festivals especialitzats en cinema de terror com Sitges i en festivals més genèrics com el Festival de Cinema Internacional d'Almeria.
També ha rebut bones ressenyes per part de la crítica especialitzada. Així, la revista web, FILMHISTORIA, va dir que “ve molt de gust concedir-li un segon visionat”.Fotogramas destaca la llibertat de cadascuna de les històries que concorren durant la pel·lícula si bé assenyalo que “la sobrecàrrega d'elements pot acabar esgotant”. Per la seva part, Javier Ocaña d'El País, va destacar el valor de Moreno d'adaptar una obra d'Antonio Orejudo, destacant “un enorme gust fotogràfic i de composició” per part del director donostiarra.

## Premis
VII Premis Feroz
| Categoria              | Persona                 | Resultat  |
| ---------------------- | ----------------------- | --------- |
| Millor direcció        | Artiz Moreno            | Nominat   |
| Millor guió            | Javier Gullón           | Nominat   |
| Millor cartell         |                         | Nominat   |
| Millor comèdia         |                         | Guanyador |
| Millor música original | Cristóbal Tapia de Veer | Nominat   |

XXXIV Premis Goya
| Categoria                 | Persona                   | Resultat |
| ------------------------- | ------------------------- | -------- |
| Millor direcció novell    | Aritz Moreno              | Nominat  |
| Millor guió adaptat       | Javier Gullón             | Nominat  |
| Millor maquillatge        | Karmele Soler i Olga Cruz | Nominat  |
| Millor direcció artística | Mikel Serrano             | Nominat  |

Premis José María Forqué
| Categoria     | Persona      | Resultat |
| ------------- | ------------ | -------- |
| Millor Actriu | Pilar Castro | Nominat  |

Premis Platino
| Categoria           | Resultat |
| ------------------- | -------- |
| Millor opera preval | Nominat  |